# Skegrie
Skegrie è un'area urbana della Svezia situata nel comune di Trelleborg, contea di Scania.
La popolazione rilevata nel censimento 2010 era di 1 106 abitanti .